# Cerkiew Ikony Matki Bożej „Znak” w Wilnie
Cerkiew Ikony Matki Bożej „Znak”, potocznie Znamieńska – wzniesiona w 1903 cerkiew prawosławna położona przy wileńskiej ulicy Vytauto. Siedziba parafii, w dekanacie wileńskim miejskim eparchii wileńskiej i litewskiej Rosyjskiego Kościoła Prawosławnego.

## Historia
Cerkiew została wzniesiona w 1903 z inicjatywy Bractwa Świętego Ducha, działającego przy monasterze pod tym samym wezwaniem. Część gruntu pod nową świątynię przekazał właściciel ziemski Wasilij Martinson, w kosztach partycypowało wielu prywatnych ofiarodawców z Imperium Rosyjskiego. Miejsce pod budowę świątyni zostało wybrane celowo, miała zamykać wizualnie Gieorgijewski Prospiekt, jedną z głównych ulic miasta i zdominować stojącą przy niej katedrę katolicką. Gotową cerkiew poświęcił arcybiskup wileński Juwenaliusz (Połowcew) i przekazał dla niego jeden z wariantów cudownej Kursko-Korzennej Ikony Matki Bożej „Znak”. Przy budynku funkcjonowała szkoła dla ubogich dzieci oraz biblioteka. Szkoła pozostała czynna także w czasach I wojny światowej, uczyły się w niej dzieci wyznania prawosławnego i katolickiego. W 1944 podczas próby zdetonowania pobliskiego mostu świątynia została częściowo uszkodzona.
Przez cały okres stalinowski cerkiew była czynna, choć ulegała kilka razy dewastacji – zaginęła część ikon z ikonostasu. W 1948 na stałe uczęszczało do niej ok. 400 parafian. W 1956 cerkiew przeszła generalny remont. Obecnie na nowo działa przy niej szkółka niedzielna oraz centrum muzyki cerkiewnej.

## Architektura

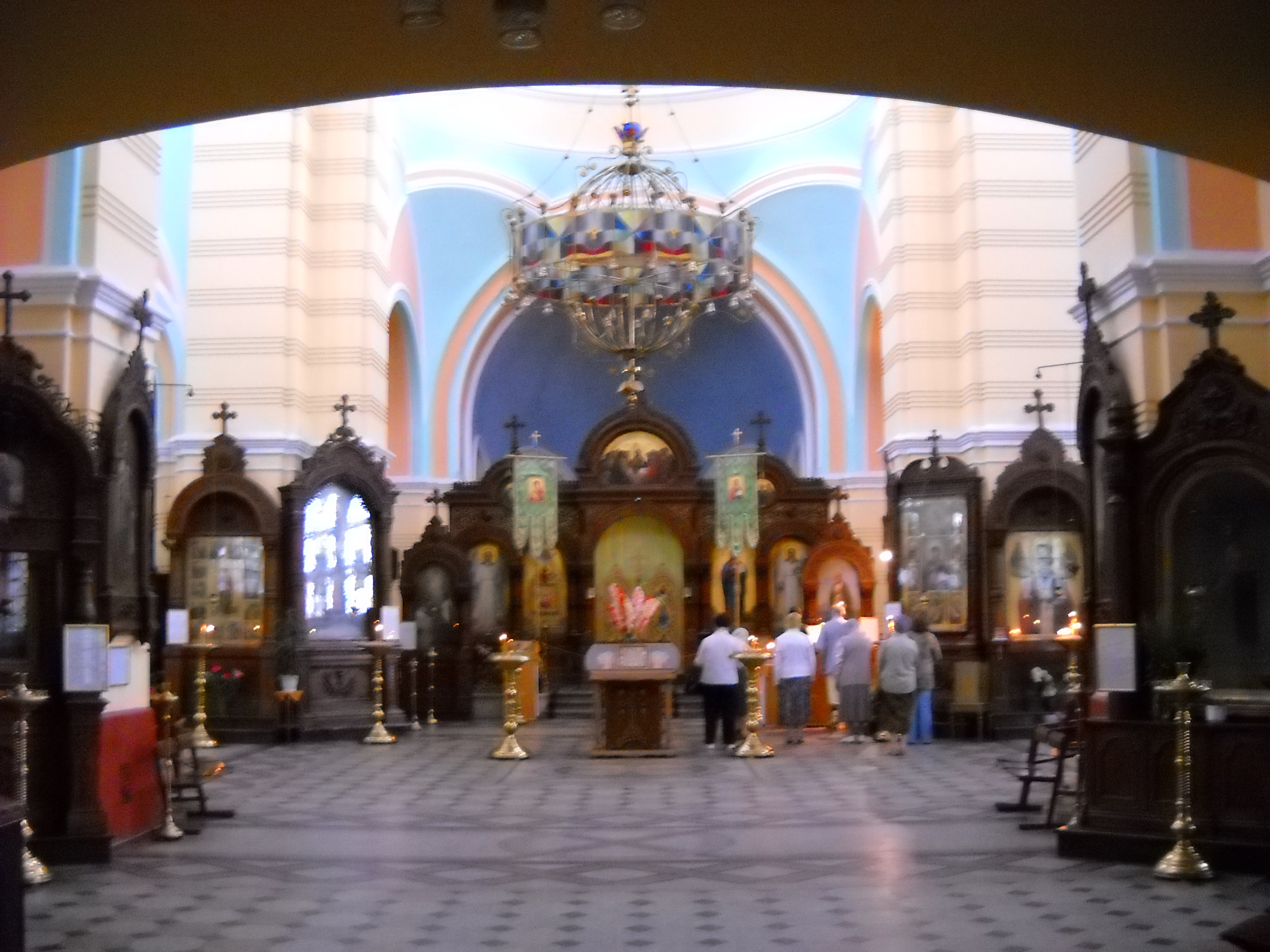
Wnętrze cerkwi

Cerkiew reprezentuje styl bizantyjsko-rosyjski. Posiada dziewięć kopuł zwieńczonych krzyżami zgrupowanych dookoła centralnej. Wzniesiona z kolorowej cegły, dekorowana zewnątrz mozaikami. Wszystkie jej okna mają kształt półkolisty i są położone w rzędach poniżej kopuł. Znajdują się w niej trzy ołtarze – główny i dwa boczne oraz ikonostas, w którym oryginalne ikony zostały zastąpione kopiami. Wnętrze jest pomalowane na niebiesko (sufit), żółto i czerwono. Dzwonnica cerkiewna łączy się przez przedsionek z nawą, również jest zwieńczona cebulastą kopułą.